# Castillo Searles (Nuevo Hampshire)
El castillo Searles es un pequeño fortín situado en Nuevo Hampshire, Estados Unidos.

## Historia
Edward Francis Searles contrató al arquitecto Henry Vaughan para diseñar el castillo Searles. Está construido con granito tallado, piedra de campo y arenisca roja oscura, la mayoría de la cual proviene de las propias canteras de Searles en Pelham, New Hampshire. El castillo se encuentra en lo alto de la finca Searles de 71 hectáreas (175 acres). El costo de construcción fue de aproximadamente $ 1 250 000.
El castillo consta de una entrada, un salón de recepción, un vestíbulo, un comedor, una sala de música, un porche acristalado, una biblioteca, una gran escalera, una suite de invitados en el segundo piso, una suite de invitados en el tercer piso, una rotonda (o balcón) en el segundo piso, habitaciones de servicio, una cocina, una despensa de mayordomo, habitaciones de mayordomo y una suite principal que consta de un dormitorio principal, una sala de estar, un baño y un solárium.
En 1991, con el objetivo de restaurar el interior del castillo, se celebró una exhibición de decoradores. Gracias a la generosidad de estos diseñadores de interiores y a las contribuciones recibidas a lo largo de los años de numerosos benefactores, el interior del edificio ha sido restaurado. Desde entonces, el castillo ha estado abierto al público para eventos sociales, culturales, religiosos y empresariales.